# Si Musa
Si Mūsā (... – Marrakech, dopo il 1876) è stato un politico marocchino.
Fu un visir del sultano alawide Ḥasan I. Si sa che è nato schiavo, molto probabilmente di origini subsahariane. Sotto il regno del sultano Ḥasan I divenne uno degli uomini più potenti del Marocco. Descritto dalle fonti dell'epoca come un uomo particolarmente scaltro, fu uno dei più fidati collaboratori del sultano e, grazie ai consigli di Mūsā, questi riuscì a resistere alle pressioni straniere e mantenere indipendente il Marocco.

Iniziò la costruzione del Palazzo El Bahia a Marrakesh, che venne ampliato dal figlio e successore alla carica di visir Ba Ahmed.
Edmondo De Amicis, che fu il giornalista ufficiale dell'ambasciata mandata da Vittorio Emanuele II di Savoia a Ḥasan I nel 1875, incontrò il visir due giorni prima di essere ricevuto dal sultano, e descrisse in questo modo Si Mūsā:
Sid-Mussa non ha il titolo né di gran vizir, né di ministro, né di segretario; si chiama semplicemente Sid-Mussa; è nato schiavo; è un mancipio del Sultano, che domani può spogliarlo d'ogni suo avere, cacciarlo in fondo a una prigione o fare appendere il suo capo ai merli di Fez, senza renderne conto a nessuno; ma è nello stesso tempo il ministro dei ministri, l'anima del governo, la mente che tutto abbraccia e tutto move dall'Oceano alla Muluia e dal Mediterraneo al deserto, e dopo il Sultano il personaggio più famoso dell'Impero. Si può dunque immaginare la curiosità che ci fremeva dentro, la mattina che, circondati, come al solito, di gente armata, e accompagnati dal Caid e dagl'interpreti, ci recammo, con un lungo codazzo di popolo, a casa sua, che si trova nella nuova Fez.
Fummo ricevuti alla porta da uno stuolo di servi arabi e neri, ed entrammo in un giardino chiuso da alti muri, in fondo al quale, sotto un piccolo portico, aspettava Sid-Mussa, circondato dei suoi ufficiali, tutti vestiti di bianco.
Il famoso ministro porse tutt'e due le mani, con un atto vivace, all'Ambasciatore, chinò la testa sorridendo verso di noi e ci fece entrare in una piccola sala a terreno, dove sedemmo.
Che strana figura! Per un pezzo rimanemmo tutti attoniti a guardarlo. È un uomo sulla sessantina, mulatto, quasi nero, di mezzana statura; ha una testa grossissima e oblunga, due occhi lampeggianti che lanciano uno sguardo astutissimo, un gran naso forcuto, una gran bocca, due file di denti enormi, un mento smisurato; e malgrado questi tratti ferini, un sorriso affabile, un'espressione benigna e modi e inflessioni di voce quanto si può dire cortesi. Ma con nessuna gente quanto coi mori, dice chi li conosce, è facile ingannarsi giudicando l'animo dall'aspetto. Non nell'animo però, nella testa di quell'uomo io avrei voluto vedere! Non ci avrei trovato per certo una grande dottrina. Forse non più che qualche pagina del Corano, qualche periodo della storia dell'Impero, qualche vaga nozione geografica dei primi stati d'Europa, qualche idea di astronomia, qualche regola d'aritmetica. Ma in compenso, che profonda conoscenza del cuore umano, che prontezza di percezione, che sottigliezza di scaltrimenti, che trama intricata di faccende lontanissime da ogni nostra consuetudine, quanti curiosi segreti di reggia, e chi sa che guazzabuglio di rimembranze d'amori, di supplizi, d'intrighi, di vicende strane e tremende! E c'era fors'anche, sotto quel bianco turbante, un concetto della civiltà europea e dello stato del Marocco, non molto diverso dal nostro; tanto che, se avesse potuto esprimere il suo pensiero, avrebbe esclamato: —Eh! cari signori, ne sono più persuaso di voi!—ma era un pensiero imprigionato nel turbante. La stanza, per stanza moresca, era sontuosamente mobiliata, poiché conteneva un piccolo sofà, un tavolino, uno specchio e parecchie seggiole. Le pareti erano decorate di tappeti rossi e verdi, il soffitto dipinto, il pavimento a musaico. Nulla però di straordinario per la casa d'un ministro ricchissimo come Sid-Mussa.
Scambiati i complimenti d'uso, fummo condotti nella sala della mensa, ch'era da un altro lato del giardino.
Sid-Mussa, giusta il suo costume, non venne.
La sala della mensa era, come l'altra, decorata di tappeti rossi e verdi. In un angolo si vedeva un armadio, con su due mazzi di vecchi fiori finti, coperti da una campanella di vetro; e accanto all'armadio uno di quei piccoli specchi colla cornice dipinta a fiori, che si trovano da noi in tutte le locande di villaggio. Sulla tavola, una ventina di piatti pieni di grossi confetti bianchi, della forma di palle e di carrube; le posate e le stoviglie bellissime; molte bottiglie d'acqua; non una goccia di vino. Sedemmo e fummo subito serviti. Ventotto piatti senza contare i dolci! Ventotto enormi piatti, ognuno dei quali sarebbe bastato a sfamare venti persone: di tutte le forme, di tutti gli odori, di tutti i sapori; pezzi smisurati di montone allo spiedo, polli impomatati, selvaggina alla ceretta, pesci al cosmetico, fegatini alla stearina, torte all'unto di sego, legumi in salsa di sugna, ova in conserva di manteca, insalate trite peste impastate e combinate a musaico; dolci di cui ogni boccone basterebbe a purgare un uomo d'un delitto di sangue; e con tutte queste ghiottonerie, grandi bicchieri d'acqua fresca, nei quali spremevamo dei limoni che c'eravamo portati in tasca; e poi una tazza di tè giulebbato; e infine uno stuolo di servi che irruppe nella sala, e inondò d'acqua di rosa noi, la tavola e le pareti: tale fu la colezione di Sid-Mussa.»